# عبرت بودا
عبرت بودا نام یک کتاب ادبی است که توسط ویسنته بلاسکو ایبانز، نویسندهٔ اهل اسپانیا نوشته شده‌است.